# Paranthrax
Paranthrax är ett släkte av tvåvingar. Paranthrax ingår i familjen svävflugor.
Kladogram enligt Catalogue of Life:
| Paranthrax | \| \| Paranthrax calogastra \| \| \| \| \| \| Paranthrax rufiventris \| \| \| \| |
|            | \| \| Paranthrax calogastra \| \| \| \| \| \| Paranthrax rufiventris \| \| \| \| |
|            | Paranthrax calogastra                                                            |
|            |                                                                                  |
|            | Paranthrax rufiventris                                                           |
|            |                                                                                  |